# ستيفن ماي
ستيفن ماي (بالإنجليزية: Stephen May)‏ هو محامي وسياسي أمريكي، ولد في 30 يوليو 1931 في روتشستر في الولايات المتحدة، وتوفي في 31 مارس 2016 في واشنطن العاصمة في الولايات المتحدة. حزبياً، نشط في الحزب الجمهوري.